# JIS X 0212
JIS X 0212 — це японський промисловий стандарт, який стандартизує додаткові символи для використання у японській мові.

## Вміст
Цей стандарт має 6067 знаків, з яких:
- 21 грецька буква з діакритичними знаками;
- 26 східноєвропейських букв з діакритичними знаками;
- 198 латинських букв з діакритичними знаками;
- 5801 кандзі.

## Підтримка мов
JIS X 0212 саме по собі не підтримує жодної мови. Але у поєднанні з JIS X 0208, кодування додає повну підтримку української (окрім букви Ґ, яку можна замінити на візуально схожу Ѓ), білоруської, сербсько-хорватської, грецької, французької, іспанської, італійської, німецької, польської, та ін., а також тих мов, які попередньо підтримувались у JIS X 0208.